# Wybir Dniepr
Wybir Dniepr (ukr. "Вибір" Дніпро) – ukraiński klub piłki nożnej plażowej w Dnieprze, mistrz Ukrainy.

## Historia
Zespół Wybir został założony w Dniepropetrowsku w 1998 roku. W 2005 debiutował w Mistrzostwach Ukrainy Beach Soccera. W 2010 zdobył mistrzostwo. Drużyna ciągle występuje w rozgrywkach o mistrzostwo Ukrainy i jest jednym z najlepszych ukraińskich klubów beach soccera.

## Sukcesy

### Krajowe
- Mistrzostwo Ukrainy :
  - mistrz: 2010
  - III miejsce: 2013

## Kadra

### Znani zawodnicy
- Kostiantyn Andriejew
- Andrij Nerusz